# Alois Seidl (Agrarwissenschaftler)
Alois Seidl (* 23. März 1934 in Raitenhaslach, Landkreis Altötting, Oberbayern; † 25. Mai 2015) war ein deutscher Agrarwissenschaftler. Er lehrte von 1971 bis 1996 an der Fachhochschule Weihenstephan und vertrat dort die Fächer Agrarökonomie und Agrargeschichte.

## Lebensweg
Alois Seidl, Sohn einer Bauernfamilie, besuchte ab 1944 das Humanistische Gymnasium in Burghausen, wo er 1952 das Abitur ablegte. Anschließend studierte er Pädagogik am Institut für Lehrerbildung in Freising. Nach einjähriger praktischer Tätigkeit auf einem oberbayerischen Lehrbetrieb legte er die Prüfung als Landwirtschaftsgehilfe ab und studierte dann Landwirtschaft am Standort Weihenstephan der Technischen Hochschule München. 1957 wurde er Mitglied der katholischen Studentenverbindung K.D.St.V. Agilolfia Freising. Nach Eintritt in den Höheren Staatsdienst des Landes Bayern war er mehrere Jahre im landwirtschaftlichen Schul- und Beratungsdienst tätig. 1964 promovierte er in Weihenstephan bei seinem früheren Lehrer und Inhaber des Lehrstuhls für Wirtschaftslehre des Landbaus Paul Rintelen mit einer Dissertation über die Gestaltung des betriebswirtschaftlichen Unterrichts an Landwirtschaftsschulen.
Im gleichen Jahr trat Seidl in die Ingenieurschule für Landbau Schönbrunn bei Landshut ein, wo er fortan das Fachgebiet Wirtschaftslehre des Landbaus vertrat. Nach Einrichtung der Fachhochschulen in Bayern und der 1971 erfolgten Eingliederung der Ingenieurschule für Landbau Schönbrunn in die Fachhochschule Weihenstephan lehrte er dort bis zu seiner Pensionierung im Jahre 1996 als Professor für Agrarökonomie und Agrargeschichte. Von 1985 bis 1989 war er Präsident dieser Fachhochschule.

## Forschung und Lehre
Ausgehend vom Thema seiner Dissertation über den betriebswirtschaftlichen Unterricht an Landwirtschaftsschulen bearbeitete Seidl über viele Jahre grundlegende Aspekte des landwirtschaftlichen Bildungswesens. Seine Forschungsansätze waren teilweise stark historisch bestimmt. Mit dieser Konzeption sieht er sich in der Tradition bedeutender Agrarhistoriker, wie z. B. Theodor Freiherr von der Goltz, Friedrich Aereboe und Richard Krzymowski, die als Fachvertreter der Agrarökonomie auch relativ frühzeitig den Weg zur Wissenschaftsgeschichte ihres Fachgebietes und zur Agrargeschichte gefunden haben. Zu den beachtenswerten agrarhistorischen Beiträgen Seidls gehören mehrere Studien über die Geschichte der Fachhochschule Weihenstephan und über die Entwicklungsphasen beim Aufbau des „Grünen Zentrums“ Weihenstephan. Ein Schwerpunkt ist dabei die Schönleutner-Forschung.
Seidl gehörte zu den profunden Kennern der bayerischen und deutschen Agrargeschichte. Als sein Hauptwerk gilt das aus Vorlesungen erwachsene Lehr-, Lese- und Arbeitshandbuch Deutsche Agrargeschichte, von dem 1995 eine erste und 2006 eine zweite Auflage erschienen sind. Das Buch mit detaillierten Quellen- und Literaturhinweisen vermittelt einen umfassenden Überblick über die agrarhistorische Entwicklung im deutschsprachigen Raum Mitteleuropas.
Nachdem Seidl bereits von 1967 bis 1987 als Lehrbeauftragter für Pädagogik und Didaktik an der Fakultät für Landwirtschaft und Gartenbau der Technischen Universität München in Weihenstephan tätig gewesen war, übernahm er 1996, nach seiner Pensionierung, an dieser Hochschule einen Lehrauftrag für Agrargeschichte. Bis zum Jahre 2005 hielt er hier Vorlesungen über die Entwicklungsgeschichte der bayerischen und deutschen Landwirtschaft.
Seidl war von 1996 bis 2004 Mitglied des Kuratoriums der Stiftung Deutsches Gartenbaumuseum und in dieser Funktion am Aufbau des 2000 eröffneten Deutschen Gartenbaumuseums in Erfurt beteiligt. Von 1998 bis 2006 war er Vorstandsmitglied und stellvertretender Vorsitzender der Gesellschaft für Agrargeschichte. Engagiert setzte er sich für das von dieser wissenschaftlichen Fachgesellschaft initiierte Projekt Agrarkulturerbe ein und erstellte u. a. Kurzbeschreibungen der oberbayerischen Landkreise unter Einbeziehung agrarischer Kulturgüter.
Als Mitarbeiter an dem im Münchener C. H. Beck Verlag erscheinenden Handbuch der bayerischen Geschichte veröffentlichte Seidl 2007 einen Übersichtsbeitrag zur Entwicklung der Landwirtschaft in Bayern seit 1800. Derzeit arbeitet er über die agrarwissenschaftliche Lehre und Forschung an der Ludwig-Maximilians-Universität München in ihrer Landshuter Epoche (1800–1826) und an der Geschichte der Pflanzenbauwissenschaft in Weihenstephan. Seine Publikationsliste umfasst ca. 50 wissenschaftliche Beiträge.

## Schriften (Auswahl)
- Die Gestaltung des betriebswirtschaftlichen Unterrichts an Landwirtschaftsschulen. München 1964 (maschinenschriftliche Dissertation, Fakultät für Landwirtschaft und Gartenbau, Technische Hochschule München, 1964); Kurzfassung in: Bayerisches Landwirtschaftliches Jahrbuch. Bd. 42, 1965, S. 3–36.
- Strukturwandel und Schulwesen in der Landwirtschaft. In: Bayerisches Landwirtschaftliches Jahrbuch. Bd. 46, 1969, S. 494–512.
- Ökonomik der Pflanzenproduktion. In: Landwirtschaftliche Betriebslehre. Herausgegeben von Franz Leiber. Paul Parey, Berlin/Hamburg 1984, S. 216–265.
- Die Fachhochschule Weihenstephan im Bogen der Geschichte. In: Bayerisches Landwirtschaftliches Jahrbuch. Bd. 69, 1992, S. 1992, S. 165–175.
- Die deutsche Landwirtschaft zwischen sozialer Marktwirtschaft und Sozialismus – eine agrargeschichtliche und agrarpolitische Analyse. In: Bayerisches Landwirtschaftliches Jahrbuch. Bd. 69, 1992, S. 643–655.
- Deutsche Agrargeschichte. Mit Exkurs zur Geschichte des „Grünen Zentrums“ Weihenstephan (= Schriftenreihe der Fachhochschule Weihenstephan. Bd. 3). Abraxas-Verlagsbuchhandlung, Freising 1995; 2. Auflage unter dem Titel Deutsche Agrargeschichte. DLG-Verlag, Frankfurt am Main 2006.
- Die bayerische Landwirtschaft im vergangenen Jahrhundert. In: Hundert Jahre Verband der Landwirtschaftsberater im Höheren Dienst in Bayern e. V. im Bayerischen Beamtenbund: 1897–1997 (Festschrift). München 1997, S. 15–49.
- Max Schönleutner – Künder der rationellen Landwirtschaft in Bayern. In: Zeitschrift für Agrargeschichte und Agrarsoziologie. Jg. 46, 1998, S. 135–147.
- Agrargeschichtliche Überlegungen zur gegenwärtigen Lage und zur Zukunft der Landwirtschaft. In: Berichte über Landwirtschaft. Bd. 77, 1999, S. 479–491.
- 200 Jahre agrarische Bildung und Forschung in Weihenstephan. In: Zeitschrift für Agrargeschichte und Agrarsoziologie. Jg. 50, 2002, S. 1–16.
- Die Landwirtschaft. In: Handbuch der bayerischen Geschichte. Herausgegeben von Alois Schmid. Bd. IV/2, C. H. Beck, München, 2007, S. 154–181.